# ブリテンの先史時代
ブリテンの先史時代（英: prehistoric Britain）では、ブリテン島・アイルランドにおける人類の渡来から紀元43年のローマ軍侵攻までの人類社会の推移を解説する。ブリテン島は8500年前までにはユーラシア大陸から分離し島になっていた。この時代のブリテンには文字がなく、したがって歴史資料は皆無である。遺跡・化石からいくつかのことがらがわかっているが、不明な点や論争がおこっている点もいまだ多い。島が大陸と陸続きになっている間に人類が渡来し、ブリテン島の豊富な鉱物資源を大いに利用してギリシア地域と交易を行うなど繁栄していた。

## 旧石器時代
ブリテン島の旧石器時代は、1万年前までである。この間、幾度かの氷期と間氷期があり、気候・環境の変化がみられた。この時期の人類は、狩猟・採集によって生活していた。そして獲物である動物を追って、陸続きになっていたブリテン島に渡ってきた。

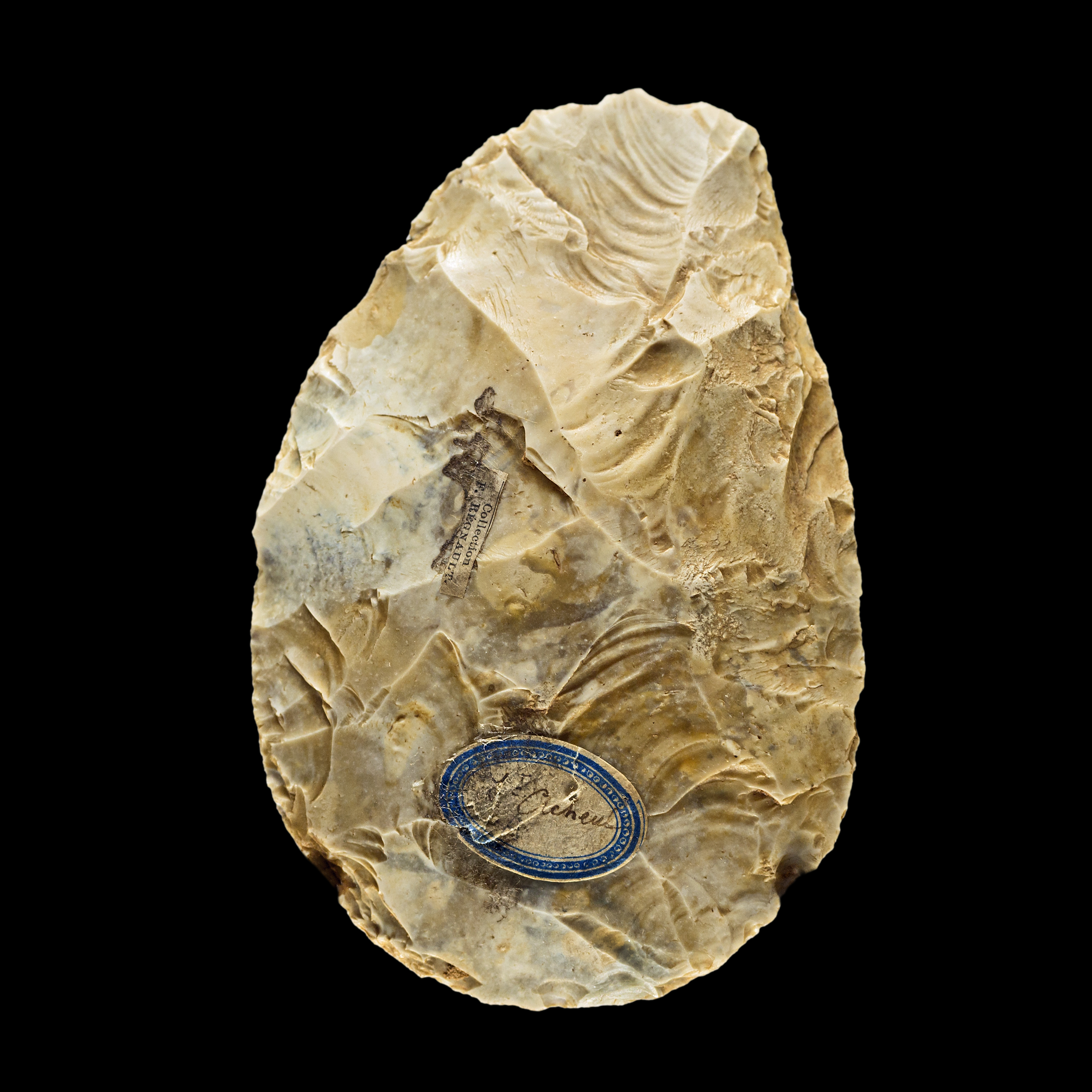
アシューリアンとよばれるハンドアックス。アフリカからヨーロッパまで広く分布している

### 初期旧石器時代
ホモ・エレクトスの骨・石器が、ノーフォークおよびサフォークで発見されている。当時ブリテン島とユーラシア大陸は陸続きになっており、テムズ川とセーヌ川はまとまってひとつの川になっていた。ボクスグローブ（サセックス）などでは、50万年前のホモ・ハイデルベルゲンシスの化石が見つかっている。彼らは打製石器・剥片石器およびハンドアックスを用いて、トナカイやマンモスなど大型動物を食料としていた。サイやゾウなどを集団で追い込み、沼の中や崖のふちまで追い込んでから仕留めたと考えられている。
45万年前から30万年前にかけて、アングリア氷期（日本ではギュンツ氷期）が訪れると、ブリテンから人類はいなくなった。極度の寒さが、人類の棲息を許さなかったものと推測されている。つづくホクスン間氷期（40万-37万年前）にはふたたび気候は温暖になり、サフォークなどでクラクトニアンという石器が発見されている。楡やハシバミの混合落葉樹林や草原が広がり、草食獣や肉食獣もブリテンに戻ってきた。これを追って人類もやってきて、クラクトニアン型とよばれる石器で槍をつくり、狩猟をしていた。人類はすくなくとも25人以上の団体で行動し、動物を追って移動していた。
その後また氷期（ウォルストン氷期）に入り、ツンドラとなったブリテンから人類は去ったが、その間の比較的温暖な時期にはブリテン南部に来る者もいた。ケントでは25万年前と推定される人類の頭蓋の断片が発見された。しかし人類が住んでいたという痕跡は少なく、イプスウィッチ間氷期（13万-7万年前）を通じて時おり人類がやってくるという程度であった。

### 中期旧石器時代
6万年前ごろから、ネアンデルタール人がブリテン南部に住むようになった。彼らが永続的にブリテンに住んでいたのか、それとも大陸から時々やってきては去るという生活だったのか、いまだ明らかにされていない。2002年、ネアンデルタール人に狩られたマンモスがノーフォークで発見された。ケントでは彼らが住んでいたと思われる洞穴が見つかっている。

### 後期旧石器時代
3万年前にホモ・サピエンスがブリテンにやってくるまで、ネアンデルタール人のブリテン居住地域は限られていた。この時期の化石としては、ウェールズで"Red Lady of Paviland"と呼ばれる、赤土を塗って埋葬された女性の化石が有名である。およそ29,000年前のものと推定され、この時期はオーリニャック文化とよばれる。
最後の寒冷期は、7万年前から1万年前にわたるディヴェンシャー氷期である。この間人類の痕跡はまばらであるが、同時に陸続きとなった大陸から少ないながらも人類がわたってきていた。15,000年前ごろから気候は温暖になり始め、しだいに落葉樹がブリテンを覆うようになっていった。温暖化にともない海面が上昇し、ブリテンが島になったのは8,500年前もしくはそれ以前と考えられている。
クレスウェリアン文化は、ブリテンの人類最初の文化といわれる。12,000年前ごろに現れたこの文化は、動物の骨や歯・貝殻そして象牙などから道具や装飾品を作っていた。さらに彼らは、こうして作った道具・装身具を、かなり遠い地域にまで運んでいた。デボンの洞穴で発見された石器は、160km離れたソールズベリー産であったことが確認されている。このほか、石器などの往来はスカンジナビア半島にまで及んでいた。
当時の人類が、かなり遠くまで移動し、道具を作るための「キット」を常に持参していたであろうと言われる。当時食料となる動物は、野生の馬やアカシカなどが主流で、それがいなければ野ウサギからマンモスまで、何でも狩猟の的になった。彼らの埋葬方法は、死体の皮を剥ぎ、骨ごとにばらばらに分割して洞穴に葬るというものだったと推測されているが、証拠は十分ではない。一方で、化石の発見のされ方から、食人習慣が存在した可能性も指摘されている。彼らはまた、骨を削って描いた絵も残しており、精神文化の発展を見てとることができる。

## 新石器時代

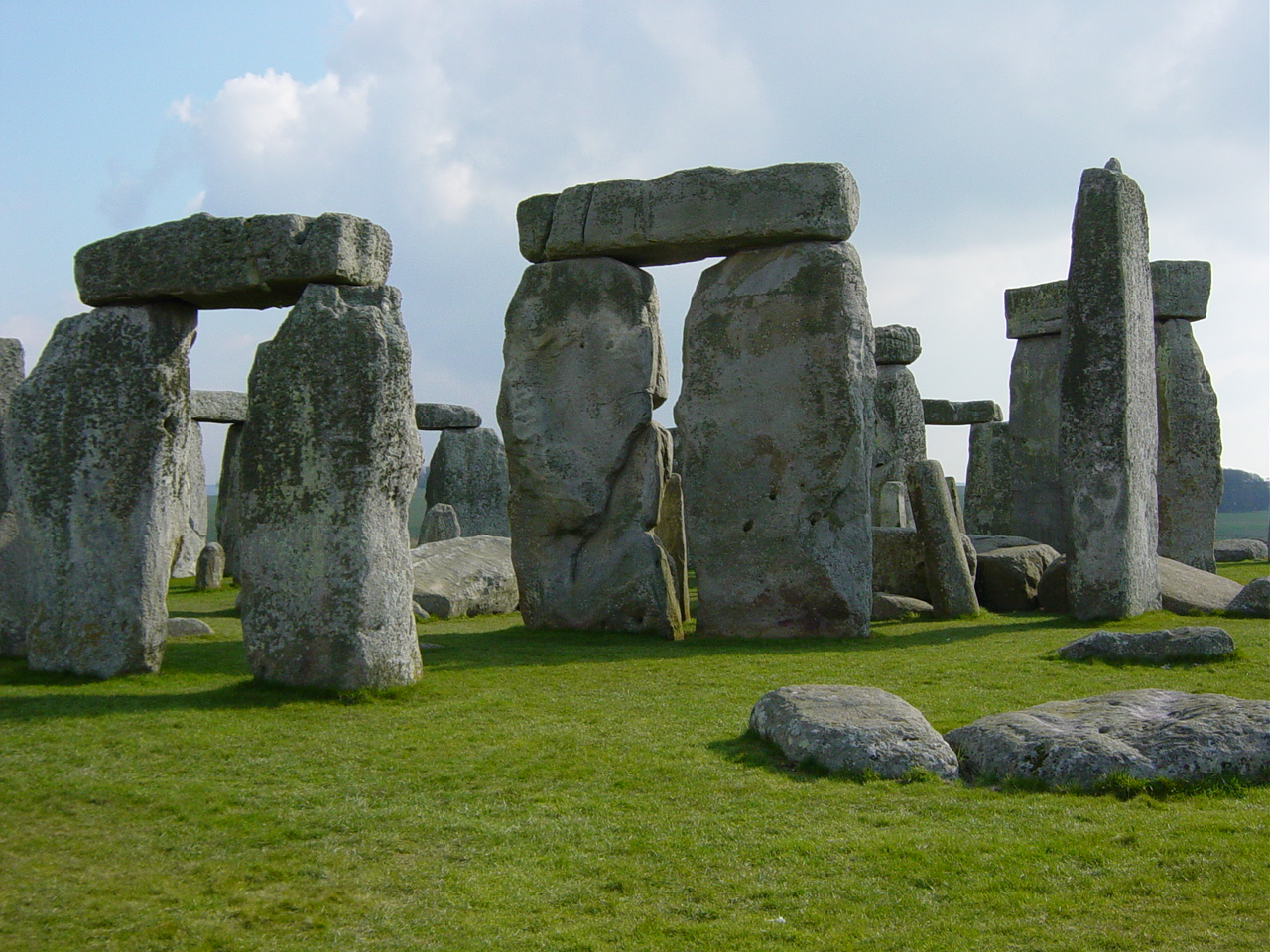
ストーンヘンジ

ブリテンが島となってしばらくすると、人々の生活様式ががらりと変わった。それまでの狩猟・採集を主とする生活から、農耕・牧畜による生活になっていった。さらに土器がつくられ、食糧の貯蔵が可能となった。磨製石斧や石臼、さらには祭祀用の建築物もつくられた。こうした変化は、一般に「新石器革命」とよばれ、ブリテンでは紀元前5000年-4000年ごろに始まったと考えられている。ブリテンの人々は、牛・豚を飼育し、小麦・大麦を栽培していた。こうして収穫された小麦・大麦は、石臼で挽いてパンにするか、煮てオートミールのようにして食べた。
初期の農耕は、焼畑を行って灰のなかに種子をまき、地力が減退すると土地を移すという略奪農法で、ふだんは移住生活をして収穫のときに戻ってくるという移住生活だった。やがて家畜が農耕にも活用されるようになり、犂をひいて土地を深く耕すようになった。さらに農耕に手間をかけるようになると、しだいに定住生活に移行していった。住居は円形や方形など一様でなく、穴を掘って柱を立て、その間に板や枝・わらをふき、土を塗ってつくられた。
新石器時代の中期（紀元前3300-紀元前2900頃）になると、祭祀用の碑がつくられた。ドルメン（支石墓）・メンヒル（立石）・クロムレック（環状列石）・アリニュマン（線上列石）などがブリテンのみならず、西ヨーロッパ各地に見られる。クロムレックのひとつであるストーンヘンジも、このころから製作が始まったと考えられている。
農耕の到来に伴うこれら巨石記念物の担い手は、ハプログループG2a (Y染色体)と考えられ、また元来からの狩猟採集民であるハプログループI (Y染色体)も混在していたようである。
なお、ミトコンドリアDNAの解析によれば、サマセット州チェダー峡谷で見つかった化石のミトコンドリアは、現代ヨーロッパ人の11%と一致している。

## 青銅器時代

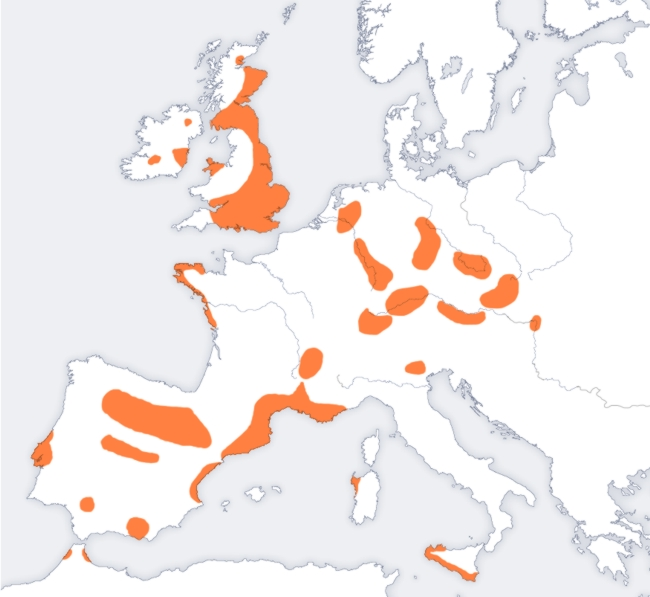
ビーカー文化の分布図

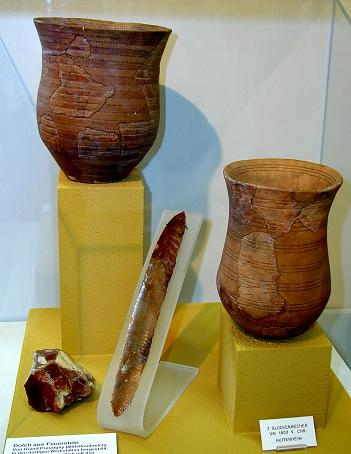
ビーカー

ブリテン諸島の青銅器時代は、紀元前2600年頃に始まったと考えられている。インド・ヨーロッパ語族のビーカー人が大陸から流入してきて、この地域に金属器を伝えた。銅器・青銅器の使用によって、人々の生活に大きな変化をもたらした。青銅器時代に印欧系ハプログループR1b (Y染色体)が到達したと考えられる。

### ビーカー文化
紀元前2600-1900年ごろを指す。だいたい紀元前2600年より後のいずれかの時期に、ブリテン島にビーカー人がはじめて渡来してきた。ビーカー人は銅器（のちには青銅器）と鐘状ビーカーを扱う人々で、定住跡がなく、住居跡はどれも臨時に作られたものばかりであることから、流浪の民であったと推定される。彼らは鋳掛屋、鋳物師、交易商人などとしてブリテン諸島各地を渡り歩きながら、ビーカーや金属製品を普及させた。ビーカー人は特に、金装飾に高い技術を持っていた。火葬が行われ、ビーカーとともに埋葬された。
彼らが各地の先住民とこのような交流を行うにつれて、ブリテン諸島全体に商品経済の概念が普及した。銅器は武器・農耕機具に使われ、労働生産性の向上とともに、ビーカー人の領域拡大を助けた。ただ、労働生産性の向上はその定義によって、労働分配率の低下と同義である。一部の人々が個人的な富の蓄積を増大するようになり、地元住民の間で富の格差が拡大した。これは各地の社会の垂直構造の確立につながり、ブリテン諸島は部族国家群的な社会となっていった。
ビーカー人は同時に戦士でもあった。当初は単なる流浪の民であり、先住民の住む各地を回って細々と商売をしていたとみられるビーカー人たちは、時代が下るごとに先住民の社会を経済的手段ないし軍事的手段で同化吸収し、彼らの社会構造はブリテン諸島全体を支配するようになった。

#### ウェセックス文化第I期
この時期のうち、とくに紀元前2000-1650年ごろを特に「ウェセックス文化第I期」という。ビーカー文化の当初の社会構造が廃れていき、新しい社会構造が生じていく時代である。
ウェセックス文化の場合は、たとえば部族のようなひとつの集団の上層から下層まで広がった垂直的な文化を示すのではなく、その時代のその地域の複数の部族のそれぞれに存在するとある社会層（social stratum）に水平的に広まった文化を意味する。この場合は、当時のブリテン諸島の各社会の上流層に共通する文化である。ビーカー人がもたらしたビーカーや金属加工品は、地元住民の社会の上流層に普及したのである。
この時期はビーカー人の活躍によって先住民の社会や文化が大いに刺激された時期である。石材の加工や運搬の技術が発展し、ストーンヘンジの第II期から第III期にあたる。それまでは小さな祭礼施設であったストーンヘンジが、巨石建造物として大規模化されたのはこの時期にあたる。ただしこの時期のストーンヘンジの増築には、以前の時代と異なり、もはや暦学的な意味はほとんどなくなった。
また、商品経済の普及で富の格差が広がって社会の階層化が進み、各地の部族が勢力を拡張するようになった。支配層は非インド・ヨーロッパ語族の地元民から出た可能性もあるが、いずれにせよインド・ヨーロッパ語族の渡来人が、上流階級の社会において少なくとも非常に重要な役割を果たしていたであろうと思われる。
この時代は大陸との交易もより活発となった。当時のインド・ヨーロッパ語族のヨーロッパにおける中核ともいえる、中央ヨーロッパの「ウーニェチツェ文化」との間で交易関係があったことが分かっている。

### ウェセックス文化第II期
紀元前1650-1400年ごろは「ウェセックス文化の第II期」にあたる。移民の勢力が政治力を拡大し、ブリテン諸島（大ブリテン島、アイルランド等）の支配を確立していった時期であったものと推測されている。おそらく、第I期よりも前、ビーカー文化の当初の紀元前2600年ごろから鋳掛け屋、鋳物屋、交易商人としてブリテン諸島に出入りしていた流浪民の「ビーカー人」たちが時代を下るごとに定住化して富を蓄え、彼らの社会構造が地元の非インド・ヨーロッパ語族の人々の社会を支配、徐々に政治的に同化吸収するようになったものである。したがって、ビーカー人がインド・ヨーロッパ語族のケルト人であったことは、ほぼ間違いない。
この支配拡大の手段が経済的なもののみであったのか、それとも武断的であって武力で服属させるのが一般的であったのかどうかについては、現在でも議論がある。しかし、分子生物学を用いた調査結果によると、ブリテン諸島へ進出していったころの彼らは人口の面では地元民と比較して圧倒的な少数派であったはずである。その後の時代でも、少なくとも男系の混血が社会全体に広まることはなかった。彼らは地元民を社会的に同化吸収していったが、これは父系的な血統の相続によるものではなく、単なる社会構造の伝播現象だったようである。彼らは貴族層となったはずであるが、彼らの（男系の）子孫は圧倒的な社会的少数派で、世代が下ろうとも、社会の下層に降りてくることはまずなかった。彼らの社会構造はこのようにしてブリテン諸島全体に水平的に拡大していった。同時に、ケルト語派の諸言語が、様々な地方的訛りを伴ってブリテン諸島全体に拡大していった。
金属加工の技術が飛躍的に向上し、よくできた工芸品や武器が副葬品などとして多量に残されている。広い地域で貿易を行っており、ミケーネの銀器・金器も見つかっている。またこのころ、銅に錫を混ぜて青銅をつくる技術、鋳型によって大量生産する技術が急速に発達した。コーンウォールやデボンの錫鉱は豊富な埋蔵量があったため、活発に採掘が行われ、大陸に輸出された。
ウェセックス文化第I期と異なり、この時代の人々の間では巨石建造物の建設への興味は急速に失われていった。たとえばストーンヘンジは、その当時でもいまだ祭礼の施設として使われていた可能性もあるが、この時代のはじめの紀元前1600年ごろに作られたZ群の部分の囲いを最後に、目立った意匠がつけ加えられることはもはやなくなった。
このころからブリテン諸島の広い範囲で、それぞれ大きくまとまった諸部族となった。彼らは鉱物資源などを求めて争い、戦争もおこった。焼け落ちた防塞も時おり発見されている。いまだ判明していないことも多いが、おおよそ以下のような生活をしていたと考えられている。
20ヘクタールほどの土地を壕と柵で囲い集落を作った。そのなかで大麦・小麦を栽培し、牛や豚を飼育していた。戦士たちが貴族として支配層となり、農民たちは牛に犂をひかせていた。夜になるとビーカーとよばれるベル型の器にビールやハチミツ酒を注ぎ、晩餐を楽しんだ。戦士たちは時おり戦争に行き、勇敢さを競いあった。特に錫などの鉱山はしばしば争奪戦がおこった。というのも、こうした鉱物はギリシアと取引するために必要だったからである。ビーカー人たちは金銀がちりばめられた美しい装飾品に魅せられ、ギリシアまで商取引に赴いた。死者には石碑をつくり、装飾品などを添えて埋葬した。